# Museo Nacional de Arte Mikalojus Konstantinas Čiurlionis
El Museo Nacional de Arte Mikalojus Konstantinas Čiurlionis es un grupo de museos ubicados en Kaunas, Lituania. Se dedican, principalmente, a la exhibición y publicación de los trabajos del pintor y compositor lituano Mikalojus Konstantinas Čiurlionis (1875-1911).
El museo se fundó en 1921, y abrió una galería temporal en 1925. Fue renombrado Museo de la Cultura Vytautas, El Grande en 1936, recibiendo su nombre actual en 1944. En 1969 se realizó una ampliación del museo.
Además del trabajo y objetos de Čiurlionis, el museo contiene una colección de arte típico Lituano de los XVII al XX, arte Egipcio y objetos numismáticos. Entre este grupo de museos se incluye la galería de arte Mykolas Žilinskas, la galería Kaunas, Palacio presidencial, Kaunas, el Museo de Cerámicas, el Museo Žmuidzinavičius, el Museo Memorial M. K. Čiurlionis , el Museo Memorial Antanas Žmuidzinavičius, la casa de la familia  Galaune, el museo Truikys y Marijona Rakauskaite, el Museo Juozas Zikaras, y la galería Vytautas Kazimieras Jonynas.
El museo realiza exhibiciones, conferencias y conciertos a nivel internacional así como actividades educativas especiales para niños. 

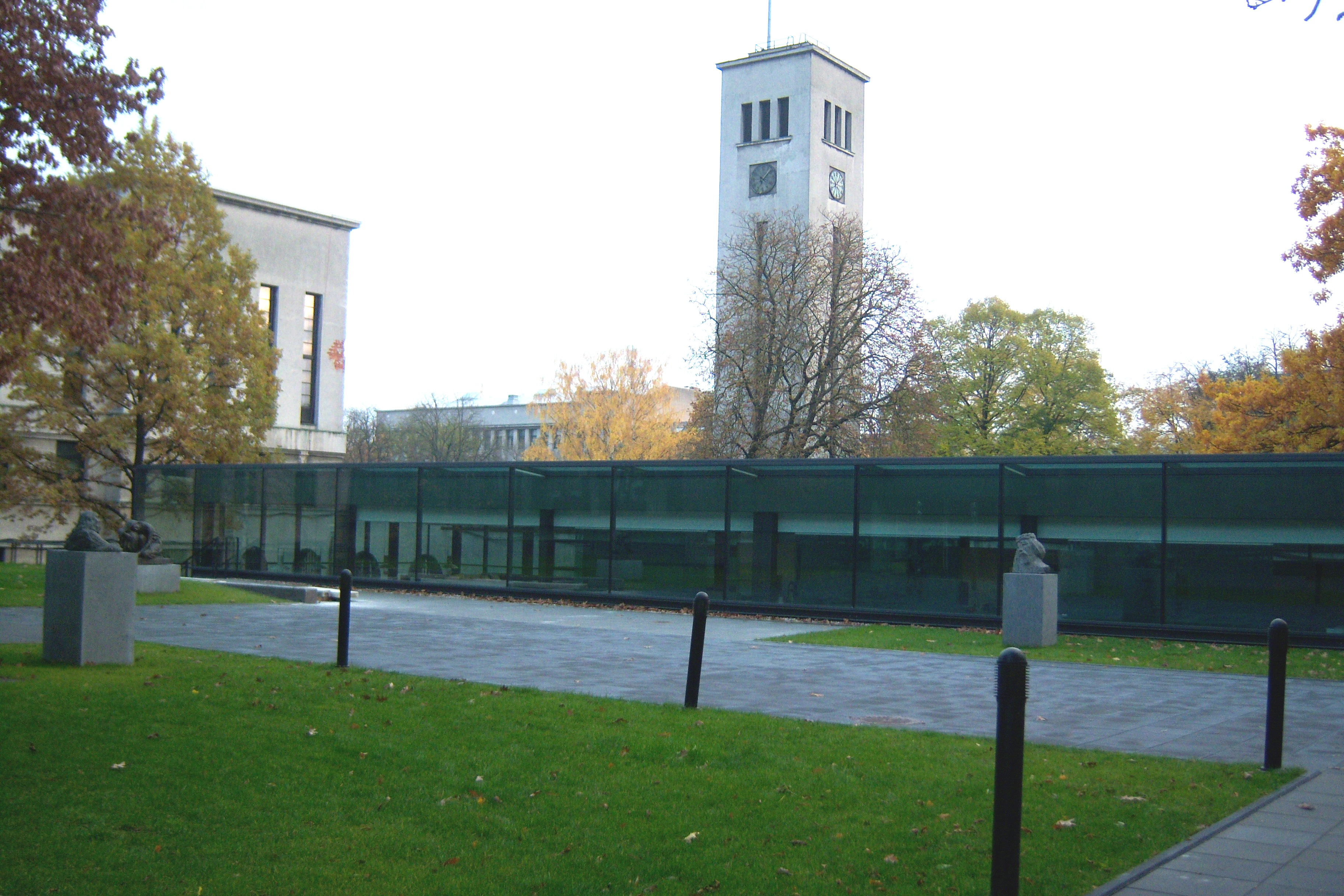
Oficinas del museo.
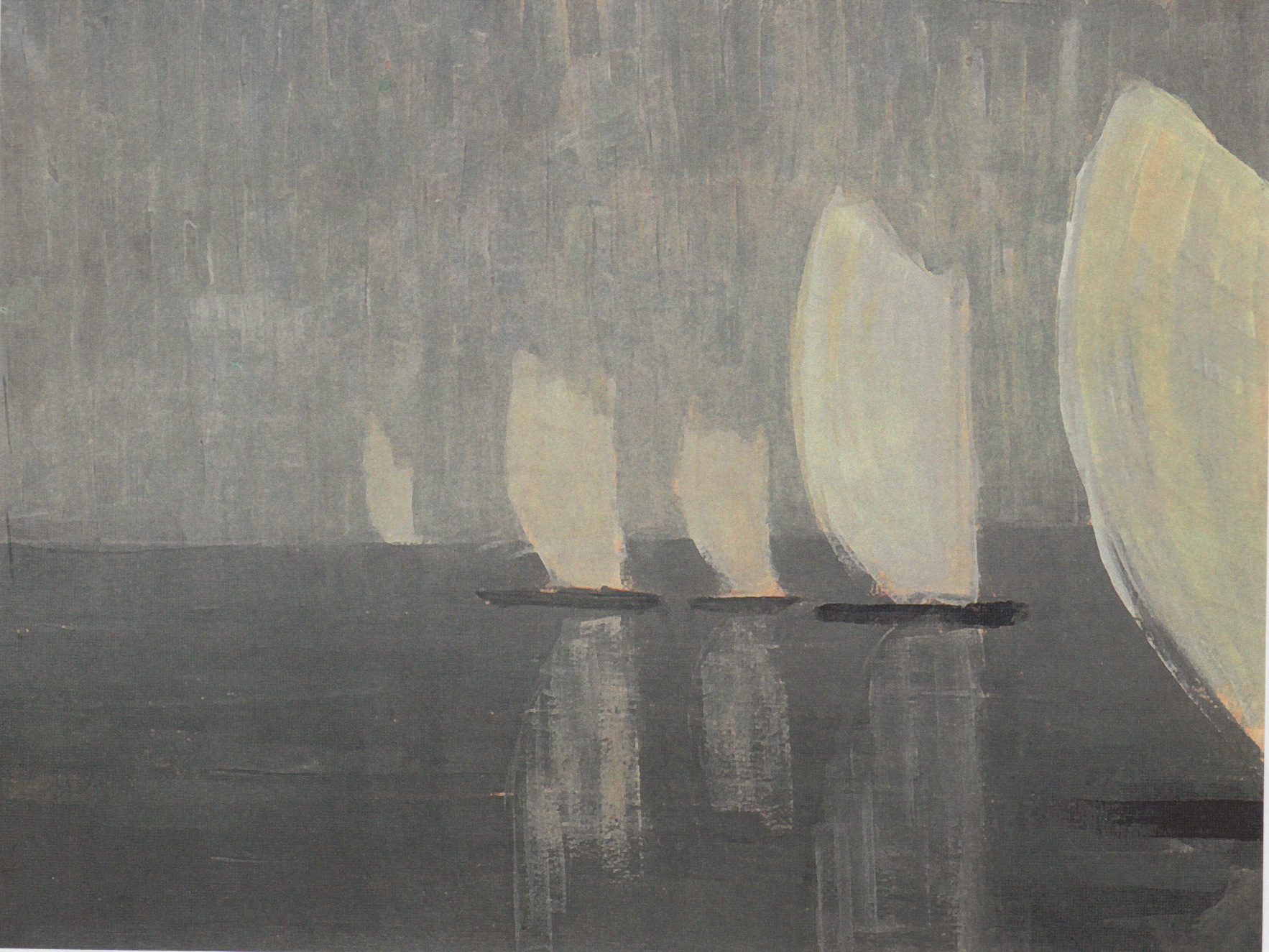
Veleros obra de Čiurlionis (1906)
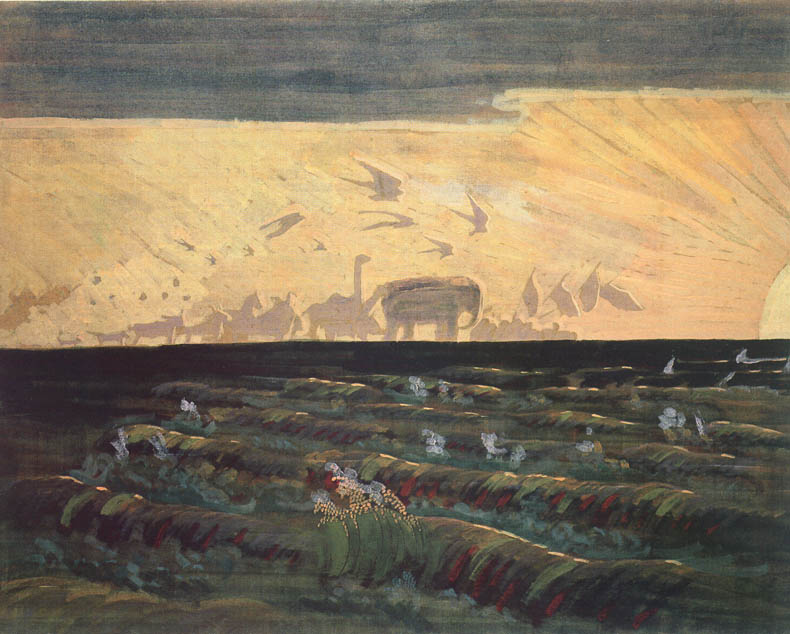
Adoración al sol obra de Čiurlionis (1909).
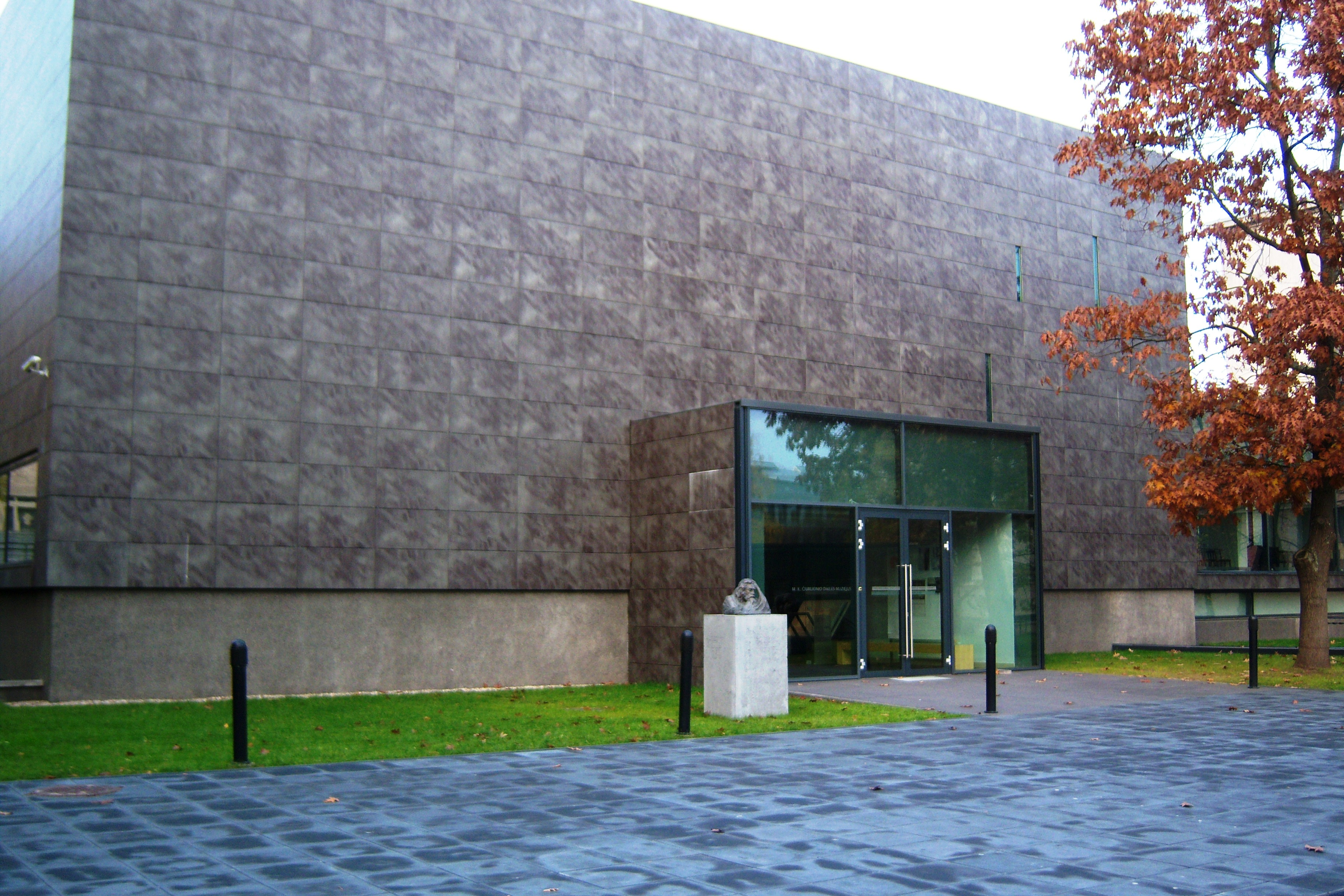
Nuevo edificio para exposiciones del museo.